# Соломон Зульцер
Соломон Зульцер (нім. Salomon Sulzer; 30 березня 1804, Гогенемс — 17 січня 1890, Відень) — австрійський єврейський музичний діяч, кантор і композитор. При народженні носив прізвище Леві (нім. Levi), яке у 1813 році його сім'я змінила на «Зульцер» на пам'ять про місто Зульц, звідки походила родина. Батько віолончеліста Йозефа Зульцера.

## Біографія
Соломон Зульцер з юних років готувався до кар'єри кантора, в 1820 році зайняв цю посаду в Гогенемсі. У 1826 році був запрошений віденським рабином Ісааком Мангаймером зайняти аналогічну посаду в столиці Австрії. На цій посаді Зульцер працював все життя, отримавши широку популярність як реформатор співу в синагозі Він написав і склав ряд збірок єврейської духовної музики — перш за все, дуже докладне двотомне видання «Пісня Сіону» (Shir Tziyyon, Відень, 1845 — 1866).
Крім того, Зульцеру не було чуже і світське музикування, славився як виконавець вокальних творів Франца Шуберта, викладав у Віденській консерваторії.
Зображений на австрійській поштовій марці 1990 року.